# Zhou Mi (Badminton)
Zhou Mi (chinesisch 周 蜜, Pinyin Zhōu Mì; * 18. Februar 1979 in Nanning, Guangxi) ist eine Badmintonspielerin aus der Volksrepublik China.

## Karriere
1999 gewann sie die French Open. Zhou nahm an Olympia 2004 teil. Im Dameneinzel bezwang sie Xu Huaiwen aus Deutschland und Kaori Mori aus Japan in den ersten beiden Runden. Im Viertelfinale schlug Zhou Petya Nedelcheva aus Bulgarien mit 11:4, 11:1, um ins Halbfinale vorzudringen. Dort unterlag sie ihrer Landsfrau Zhang Ning 11:6, 11:4. Es gibt zwischenzeitlich auch die öffentliche Aussage des damaligen Cheftrainers Li Yongbo, dass Zhou Mi nach dem ersten verlorenen Satz von ihm angewiesen wurde, auch den zweiten zu verlieren, damit Zhang Ning Kraft für das Finale sparen kann. Dann besiegte Zhou Gong Ruina, auch aus China, 11:2, 8:11, 11:6 im „Trostfinale“, wodurch sie die Bronzemedaille gewann. 2007 gewann sie, mittlerweile für Hongkong startend, die New Zealand Open. 2008 konnte sie diesen Titel verteidigen.
Im August 2010 wurde die Spielerin von der Badminton World Federation (BWF) wegen eines Doping-Vergehens für zwei Jahre vom Wettkampfsport gesperrt. Sie war am 28. Juni 2010 in Hongkong außerhalb eines Wettkampfes getestet worden. Ein Labor der Welt-Anti-Doping-Agentur konnte ihr die Einnahme der Substanz Clenbuterol nachweisen.